# ولادة غير متناظرة
تشير الولادة غير المتناظرة إلى وضع الجنين في الرحم بحيث يكون رأس الطفل مقدمًا أولًا ويميل إلى الكتف، مما يجعل رأس الجنين لا يتماشى مع قناة الولادة (المهبل). يختلف العرض الغير متزامن مع الولادة الغير متناظرة اختلافًا كبيرًا عن عرض الكتف، حيث يتم عرض الكتف أولًا. يدخل العديد من الأطفال الحوض في عرض غير متزامن، ومعظم حالات عدم التطبيع يصحح تلقائيًا كجزء من عملية الولادة الطبيعية.
إن استمرار عدم التطابق يمكن أن يسبب مشاكل مع عسر الولادة، وغالبًا ما ارتبطت بالولادة القيصرية. ومع ذلك، في حالة وجود قابلة أو أخصائي توليد ماهر، يمكن في بعض الأحيان تحقيق ولادة مهبلية خالية من المضاعفات، وإن لم يكن بالضرورة، يمكن تحقيق ذلك من خلال حركة وتحديد وضع المرأة التي تلد. الصبر والوقت الإضافي يسمح بحركة الطفل من خلال الحوض وتشكيل الجمجمة أثناء عملية الولادة إذا كان ذلك آمنًا في الظروف.
حيث التدخل هو الخيار الأكثر أمانا في الولادة غير المتناظرة، فإن ملقط كيلاند وهو ملقط التوليد المفضل استخدامه في الولادة غير متناظرة، على سبيل المثال من خلال آلية الانزلاق الخاصة بهم، والاستفادة من التعديل الأكثر ملاءمة للشفرات.

## وصلات خارجية
- Malpositions and malpresentations, منظمة الصحة العالمية's Managing Complications in Pregnancy and Childbirth, A guide for midwives and doctors
- Siciliano G, Marchiafava G (1952). "[Asynclitic ventral shoulder presentation; two cases with deflection and epidural hemorrhage]". Monit Ostet Ginecolog (بالإيطالية). 23 (4): 233–55. PMID:13025351.